# Seigneurs de Guerre (jeu de société)
Pour les articles homonymes, voir Seigneurs de guerre (homonymie).
Seigneurs de Guerre est un jeu de société édité par MB et Games Workshop et basé sur l'univers de Warhammer.
C'est un jeu de stratégie dans lequel s'affrontent deux camps : l'armée du chaos et l'armée impériale.
Seigneurs de Guerre peut être vu comme une version simplifiée du jeu de stratégie Warhammer.
Créé par les créateurs de Hero Quest, il est sorti en France en 1992.